# Schriftenkanon

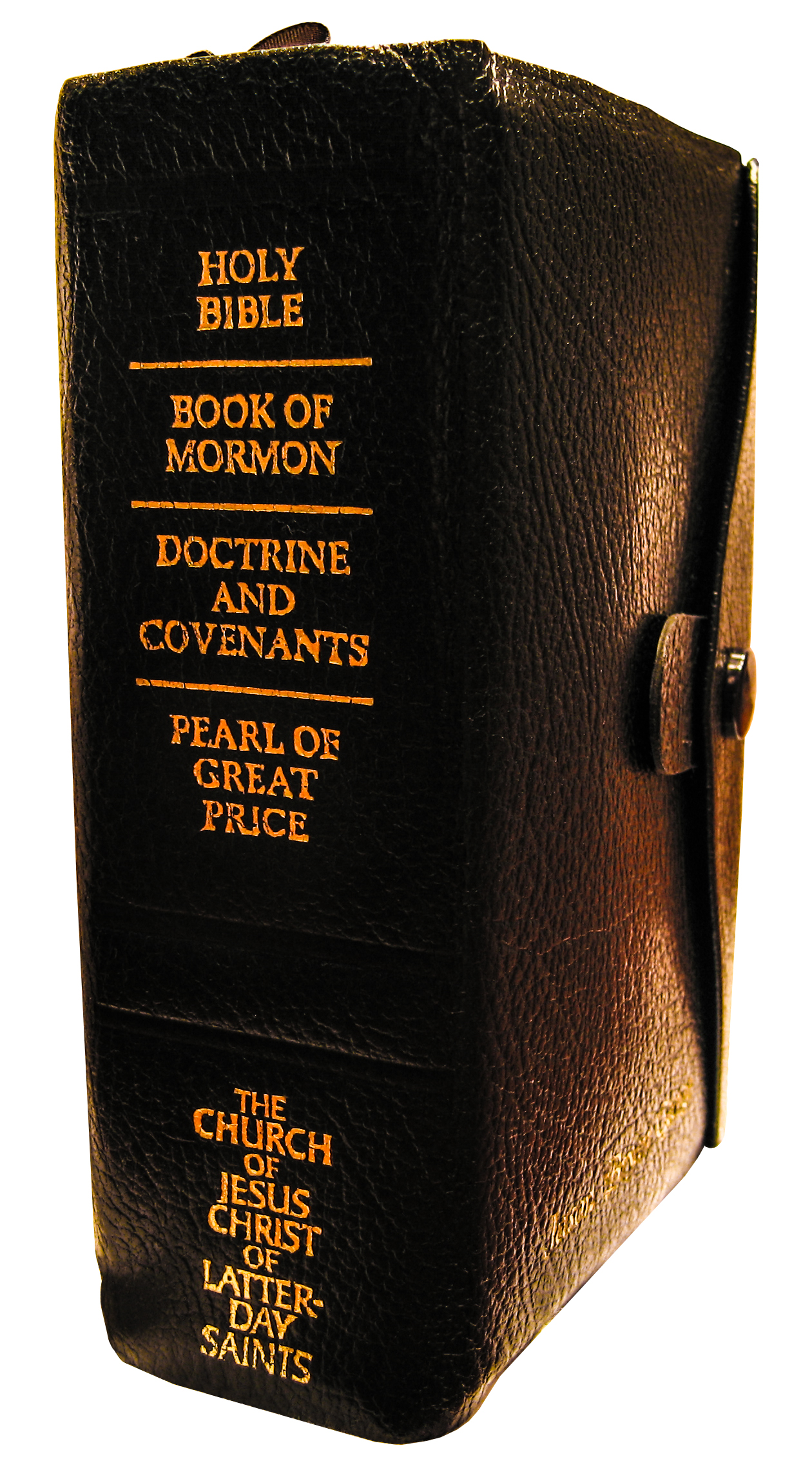
Englische Vierfachkombination der Standardwerke

Der Schriftenkanon der Kirche Jesu Christi der Heiligen der Letzten Tage besteht aus vier Büchern (genannt Standardwerke), die erweitert werden können. Es können Zusätze hinzukommen, die der Zustimmung der oberen Kirchenführer bedürfen. Die vier Bücher des Schriftenkanons sind:
- Die Bibel; in den englischsprachigen Ländern ist dies die King-James-Bibel, in anderssprachigen Ländern eine andere Version[2][3][4][5][6][7]
- Das Buch Mormon, seit 1981 mit dem Untertitel Ein weiterer Zeuge für Jesus Christus
- Das Buch Lehre und Bündnisse der HLT-Kirche
- Die Köstliche Perle, bestehend aus Buch Mose, Buch Abraham, den Glaubensartikel, Joseph Smith-Matthäus und Joseph Smith-Lebensgeschichte.

Der Schriftenkanon wird gedruckt und vertrieben von der HLT-Kirche in einer Gesamtausgabe, genannt eine „Vierfachkombination“, und als ein Set von zwei Büchern, einer Bibel und einer „Dreierkombination“. Aktuelle Ausgaben des Schriftenkanons enthalten viele Extrahilfen zum Studieren der heiligen Schriften.

## Weitergehende Offenbarung
Die HLT-Kirche glaubt an weitergehende Offenbarungen. Die Mormonen glauben, wenn ihre Kirchenführer vom heiligen Geist ergriffen werden, dann „wird heilige Schrift sein, wird der Wille des Herrn sein, wird der Sinn des Herrn sein, wird das Wort des Herrn sein, wird die Stimme des Herrn sein und die Macht Gottes zur Errettung“. Sie halten den Präsidenten der Kirche für einen Propheten.

### Hinzufügen zum Schriftenkanon
Das Buch Lehre und Bündnisse lehrt: „Denn alles muss in Ordnung geschehen und durch allgemeine Zustimmung in der Kirche, durch das Gebet des Glaubens.“ Dies trifft beim Hinzufügen neuer Schriften hinzu. Der Präsident Harold B. Lee lehrte, dass nur etwas hinzugefügt wird, wenn der Präsident mit diesem Text erscheint und das Kollegium der Zwölf Apostel und der Kirchenkörper zustimmen. Dies ist einige Male geschehen:
- 9. Juni 1830: Die erste Konferenz der Kirche, bei der die Artikel und Bündnisse der Kirche Christi festgelegt wurden – nun bekannt als Lehre und Bündnisse, Kapitel 20.[11]
- 17. August 1835: Ausgewählte Offenbarungen von Joseph Smith wurden als heilige Schrift akzeptiert.[12]
- 10. Oktober 1880: Die Köstliche Perle wurde als heilige Schrift akzeptiert.[13] Außerdem wurden zu dieser Zeit auch andere Schriften in das Buch Lehre und Bündnisse eingefügt.[14]
- 6. Oktober 1890: Das Manifest von 1890 wurde als heilige Schrift angenommen.[15]
- 3. April 1976: Zwei Visionen, eine von Joseph Smith und eine von Joseph F. Smith, wurden als heilige Schrift akzeptiert. Diese sind nun die Abschnitte 137 und 138 im Buch Lehre und Bündnisse.[16]
- 30. September 1978: Die Offenbarung zum Priestertum wurde akzeptiert.[17]

Wenn eine Lehre dieser Prozedur unterzogen wird, wird sie von der HLT-Kirche als das Wort Gottes angesehen. Harold B. Lee lehrte:

„Wenn [jemand] etwas schreibt oder sagt, das über all das hinausgeht, was in der heiligen Schrift steht, dann können Sie, außer wenn es der Prophet, Seher und Offenbarer ist – bitte beachten Sie diese eine Ausnahme –, sofort sagen: ‚Das ist seine Meinung.‘ Und wenn er etwas sagt, was dem widerspricht, was in den Standardwerken der Kirche steht, dann können Sie gleichermaßen wissen, dass es falsch ist.“

## Die Bibel

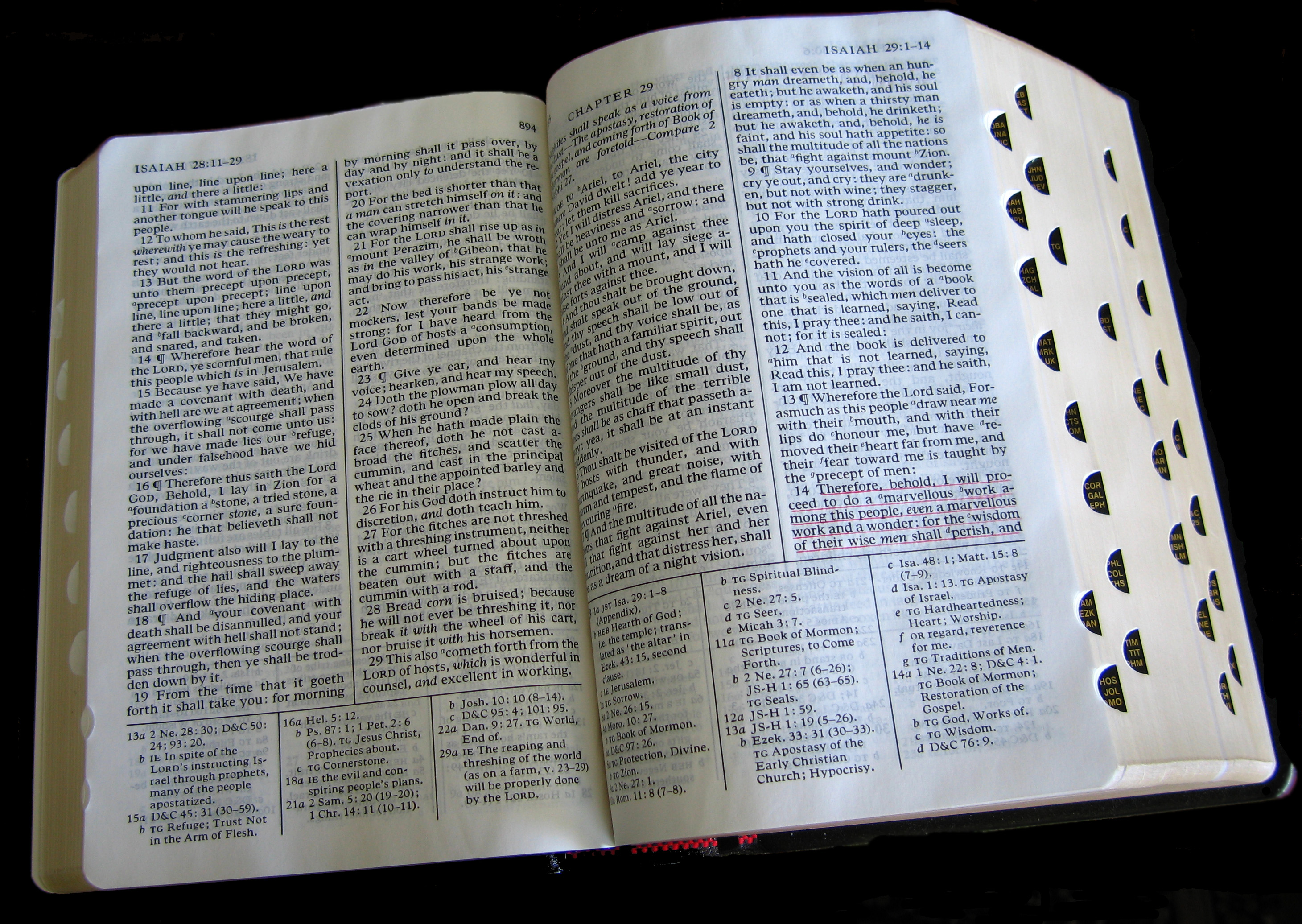
Eine geöffnete Vierfachkombination auf einer Seite des Buch Isaiah. Man beachte die Querverweise in den Fußnoten zwischen der Bibel und den mormonischen Schriften, unten.

Englisch sprechende Mormonen studieren normalerweise mit der King-James-Bibel, die in ihrer Version Kapitelüberschriften, Fußnoten mit Verweisen auf die anderen Bücher des Schriftenkanons und Zitate von Joseph Smith enthält. Obwohl die KJV immer allgemein sehr oft benutzt wurde, wurde sie erst in den 1950er Jahren von der Ersten Präsidentschaft unter J. Reuben Clark offiziell übernommen. Die Begründung war, dass sie besser ist als zum Beispiel die Revised Standard Version, da sie qualitativ besser ist und kompatibler mit der HLT-Kirche. Nachdem sie ihre eigene Ausgabe im Jahr 1979 veröffentlichten, gab die Erste Präsidentschaft im Jahr 1992 bekannt, dass die King-James-Bibel die offizielle Bibel der englischsprachigen Mitglieder geworden ist. Im Jahr 2010 wurde dies in das Handbuch der Kirche geschrieben. Eine spanische Version, die Ähnlichkeiten mit der Reina-Valera-Übersetzung aus dem Jahr 1909 hat, wurde im Jahr 2009 veröffentlicht. Mormonen in anderen nicht-englischsprachigen Ländern benutzen andere Versionen der Bibel. Obwohl die Bibel zu dem Schriftenkanon der Mormonen gehört, glauben sie, dass Lücken und Übersetzungsfehler sogar in den frühesten Manuskripten vorhanden sind. Die Mormonen behaupten, dass Fehler in der Bibel zu falschen Interpretationen geführt haben. Die Kirche glaubt, dass die Bibel das Wort Gottes ist, soweit sie „korrekt übersetzt ist“. Die Kirche lehrt, das die Richtigkeit biblischer Passagen nicht mit dem Vergleichen verschiedener Übersetzungen gelöst wird, sondern indem man diese Passagen mit dem Buch Mormon und neuzeitlicher Offenbarung vergleicht.

### Apokryphen
Obwohl die Apokryphen in der King-James-Bibel von 1611 vorhanden sind, benutzt die HLT-Kirche diese nicht im Schriftenkanon. Joseph Smith lehrte, dass die Apokryphen nicht für die Lehre gebraucht werden sollen und nur mit einer Unterscheidung der Geister gelesen werden sollen.

### Joseph-Smith-Übersetzung
Joseph Smith übersetzte die Bibel themenweise. Smith übersetzte in seiner Lebenszeit nicht den vollständigen Text. Seine unvollständige Version ist jedoch bekannt als die Joseph-Smith-Übersetzung oder die Inspirierte Version. Obwohl die Kirchenführer diese Version im Allgemeinen nicht zitieren, besitzt die englische Bibel der Kirche Referenzen zur Joseph-Smith-Übersetzung sowie ein Addendum, das große Ausschnitte davon enthält. Die Joseph Smith Übersetzung ist nicht als heilige Schrift in der HLT-Kirche akzeptiert. Aber seine Übersetzung des 1. Buch Mose, das Buch Mose sowie seine Übersetzung vom 24. Kapitel des Matthäus-Evangeliums werden akzeptiert.

## Das Buch Mormon
Das Buch Mormon ist für Mormonen eine heilige Schrift, vergleichbar mit der Bibel. Joseph Smith bekam die Goldplatten von dem Engel Moroni. Er übersetzte den Text, der darauf stand, mit dem Urim und Thummim ins Englische. Er zeigte die Goldplatten den drei Zeugen und den Acht Zeugen. Danach gab er die Platten wieder dem Engel und veröffentlichte das Buch Mormon.

## Lehre und Bündnisse
Das Buch Lehre und Bündnisse der HLT-Kirche ist eine Ansammlung von Offenbarungen, Politik, Briefen und Veröffentlichungen der Präsidenten der Kirche. Dieses Buch enthält eine Kirchenlehre und Informationen darüber, wie die Kirche regiert werden soll. Dieses Buch existiert in verschiedenen Formaten, mit unterschiedlichem Inhalt im Laufe der Geschichte und wird von verschiedenen Kirchen des Mormonentums benutzt. Wenn die HLT-Kirche neue Offenbarungen verkündet, werden diese gewöhnlich in diesem Buch hinzugefügt. Die letzten Veränderungen wurden im Jahr 1981 angeordnet.

## Köstliche Perle
Die Köstliche Perle besteht aus ausgewähltem Material von Joseph Smith. Darin geht es um die viele wichtige Aspekte des Glaubens und der Doktrin der Kirche. Viele dieser Materialien wurden in frühen Magazinen der Kirche veröffentlicht.

## Kirchen-Lehrplan
Früher wurden in der Sonntagsschule und im Church Educational System die heiligen Schriften in einem Vier-Jahres-Rhythmus gelehrt.
Jahr Eins: Altes Testament (einbezogen sind auch verwandte Themen aus dem Buch Mose und dem Buch Abraham)
Jahr Zwei: Neues Testament
Jahr Drei: Buch Mormon
Jahr Vier: Lehre und Bündnisse und Kirchengeschichte
Jedoch lehrte Ezra Taft Benson, dass die Mitglieder diesem Rhythmus privat nicht folgen sollen, sondern täglich das Buch Mormon studieren sollen.
Im Jahr 2014 wurde der Lehrplan geändert. Die Themen sind jetzt diese:
Jahr Eins: Jesus Christus und das immerwährende Evangelium
Jahr Zwei: Grundlagen der Wiederherstellung
Jahr Drei: Aussagen und Lehren des Buches Mormon
Jahr Vier: Die ewige Familie

## Weitere Literatur
- Heilige Schriften in der Enzyklopädie des Mormonismus
- Standard Werke in der Enzyklopädie des Mormonismus